# Horky, Svitavy
Horky là một làng thuộc huyện Svitavy, vùng Pardubický, Cộng hòa Séc.